# Salamandra (album)
Salamandra è il sesto album in studio (settimo, se si considera la raccolta del 1982) che il cantante spagnolo Miguel Bosé pubblica in Italia, nel 1986. Quest'album è il primo uscito per la WEA, etichetta con cui inizia a registrare dopo l'abbandono della CBS, che aveva pubblicato tutti suoi precedenti album, fino al 1984. Con quell'album, "Bandido", l'artista ex-bravo ragazzo aveva infatti iniziato a prendere le distanze dai suoi lavori precedenti, tutti caratterizzati da un pop/rock leggero e d'intrattenimento, nonché da ottave altissime, preferendo un registro molto più grave e testi notevolmente più cupi e introspettivi. L'album non aveva però riscosso un grandissimo successo commerciale, e una volta chiara l'intenzione di Bosé di continuare su quella strada con l'album successivo, la casa discografica non gli aveva rinnovato il contratto. Il nuovo lavoro presenta, come "Bandido", nove brani, dalle atmosfere buie e rarefatte. Mentre l'album precedente presentava però otto brani in italiano e uno solo in inglese, il primo lavoro per la WEA è composto invece da otto pezzi in inglese e da uno in spagnolo. I brani Heaven e Living on the wire vengono estratti anche come singoli indipendenti, di cui il secondo viene proposto in una versione remixata, differente da quella dell'album. La traccia che chiude il lato A del vinile, You live in me, è un duetto con Antonella Ruggiero, allora voce femminile del gruppo dei Matia Bazar. Antonella e il gruppo (soprattutto Sergio Cossu, coautore e musicista di alcuni brani del 1984) avevano già partecipato alle registrazioni di "Bandido" due anni prima, in particolar modo impersonando la 'Tribù' a cui erano affidati i cori del pezzo Inverno.
Salamandra acuisce la fase di declino commerciale, iniziata con l'album precedente (il quale, pur considerato il suo capolavoro artistico, non fu un campione di vendite) e interrotta soltanto alcuni anni dopo, con il singolo Se tu non torni (vincitore del Festivalbar del 1994). Il pubblico italiano, abituato alla formula di ragazzo pulito e pop/rock anglo-italiano d'intrattenimento, continua a dimostrare di non gradire molto la nuova direzione stilistica intrapresa da Miguel con il disco del 1984. Anche il look, sebbene non eccessivo come nei clip di Bandido (scompaiono sia il codino ossigenato che la barbetta incolta, ma Bosé compare magrissimo e scapigliato come mai prima d'ora, nell'inquietante video promozionale girato per il primo singolo Heaven, che, nonostante il titolo, di paradisiaco pare non avere altro che dei serpenti che sbucano da un libro) non sembra piacere molto, e anche questo album, come e più del precedente, stenta a decollare. Il lavoro esce anche in versione spagnola, dove il singolo Heaven diventa Nena, riscuotendo un discreto successo (questa versione viene riproposta anche nell'ultimo album del 2007, Papito). La versione inglese (che è quella che esce anche in Italia), deriva da quella iberica, e l'adattamento è curato da Mike Ogletree.
Il titolo dell'album, Salamandra, deriva dall'omonimo brano in spagnolo, Salamandra, che nella versione italiana corrisponde al brano intitolato invece Up to the up, il cui testo in inglese non contiene però alcun accenno all'anfibio. Oltre che nel titolo della traccia ispanica omonima, la parola compare anche nel primo inquietante verso della versione spagnola, "en el reino de la salamandra, se murmura de un tal ruiseñor" ("nel regno della salamandra, si mormora di un certo usignolo"), che continua con un mezzo verso, ancora più inquietante, riferito all'usignolo (traducibile come "che divora il seme dell'uomo"), dove si registra un primo capovolgimento dell'equilibrio naturale, con l'uomo che soccombe fin dalle sue proprie origini (il seme). Questo primo verso viene poi ripetuto, nella seconda strofa, seguìto da un'altra variazione, sempre riferita al citato volatile, anch'essa per nulla tenera (che può tradursi con "che è caduto nella gabbia di un uomo"), che costituisce una sorta di equilibrio ristabilito, di fronte all'iniziale prevaricare del regno animale su quello umano.

## Tracce
1. Heaven 5:08 (Bosé, Aldrighetti, Jeoravante)
2. Up to the up 4:01 (Bosé, Ameli)
3. Living on the wire 4:18 (Bosé, Giagni)
4. You live in me (duetto con Antonella Ruggiero) 4:43 (Ogletree, Giagni)
5. Amazonas 4:39 (Bosé, Fornili, Fornaciari)
6. Over 4:25 (Bosé, Fornili, Fornaciari)
7. Town of gold 4:05 (Bosé, Giagni)
8. Catch the season 4:19 (Bosé, Giagni)
9. Amapola bésame 3:35 (Bosé, Berlanga)

## Formazione
- Miguel Bosé: voce
- Antonella Ruggiero (cortesia della Ariston Records): voce solista nel duetto You live in me
- Celso Valli: tastiera
- Luca Bignardi: sequencer, programmazione, synth
- Mauro Gherardi: batteria
- Piero Cairo: programmazione
- Paolo Gianolio: basso, chitarra, programmazione
- Riccardo Giagni: chitarra
- Serse May: programmazione
- Loris Ceroni: basso
- Blue Weaver: programmazione
- Steve Greetham: basso
- Andrea Fornili: chitarra
- Chris Lawrence: contrabbasso
- Umberto Ballanti: violoncello
- Rudy Trevisi: sax, percussioni
- Mary Jamison, Doris Cales, Emilio "Huevo" Cuervo, José Luis Sherpa, Juan Canovas: cori in spagnolo
- Tessa Niles, Richard Darbyshire, Jimmy Thomas: cori in inglese

## Classifiche
| Classifica (1986) | Posizione massima |
| ----------------- | ----------------- |
| Italia            | 15                |